# Antimitòtic
Un antimitòtic és un fàrmac que inhibeix la mitosi (la divisió cel·lular). Aquests fàrmacs interrompen els microtúbuls, que són estructures que separen els cromosomes quan es divideix una cèl·lula. Els inhibidors mitòtics s'utilitzen en el tractament del càncer, perquè les cèl·lules canceroses són capaces de créixer i, eventualment, estendre’s pel cos (metàstasi) mitjançant divisió mitòtica contínua. Així, les cèl·lules canceroses són més sensibles a la inhibició de la mitosi que les cèl·lules normals. Els antimitòtics també s'utilitzen en citogenètica (estudi dels cromosomes), on s'atura la divisió cel·lular en una fase on es pugui examinar fàcilment els cromosomes.
Els antimitòtics deriven de substàncies naturals com els alcaloides de les plantes i impedeixen que les cèl·lules pateixin mitosi en interrompre la polimerització de microtúbuls, evitant així el creixement cancerós. Els microtúbuls són proteïnes llargues que s'estenen a través de la cèl·lula i mouen els components cel·lulars al voltant. Els microtúbuls són polímers llargs formats per unitats més petites (monòmers) de la proteïna tubulina. Els microtúbuls es creen durant les funcions normals de les cèl·lules mitjançant l'assemblatge (polimerització) de components de la tubulina i es desmunten quan ja no els cal. Una de les funcions importants dels microtúbuls és moure i separar els cromosomes i altres components de la cèl·lula per a la divisió cel·lular (mitosi). Els inhibidors mitòtics interfereixen amb el muntatge i desmuntatge de la tubulina en polímers de microtúbuls. Això interromp la divisió cel·lular, generalment durant la fase de mitosi (M) del cicle cel·lular quan els dos conjunts de cromosomes totalment formats se separen per formar les cèl·lules filles.
Exemples d'inhibidors mitòtics freqüentment utilitzats en el tractament del càncer inclouen paclitaxel, docetaxel, vinblastina, vincristina i vinorelina. La colquicina i la griseofulvina són inhibidors mitòtics utilitzats, respectivament, en el tractament de la gota i la onicomicosi (fong de les ungles).